# 1-я Фрезерная улица
Пе́рвая Фре́зерная улица (название утверждено 8 мая 1950 года) — улица в Москве, на территории Нижегородского района Юго-Восточного административного округа. Проходит параллельно железнодорожным путям Казанского направления МЖД, соединяет шоссе Фрезер и Перовское шоссе. Нумерация домов начинается от шоссе Фрезер. Справа примыкают 2-я Фрезерная и Басовская улица, после пересечения с Перовским шоссе улица переходит во 2-ю Карачаровскую улицу.

## Происхождение названия
Улица названа 8 мая 1950 года в честь завода «Энергофрезер», вдоль северо-восточных границ которого она проходит.
В 1931 году земли, принадлежащие колхозу «Красная победа», были выделены для строительства завода «Фрезер», специализирующегося на производстве металлорежущих станков. В 1938 году территория завода вошла в состав подмосковного города Перово, а в 1960 году город вошёл в состав Москвы.

## Здания и сооружения
вдоль нечётной стороны проходят железнодорожные пути Казанского направления МЖД
- строение 9 — АЗС «РуссНефть»

вдоль чётной стороне в начале шоссе расположены склады, и промышленные предприятия
- дом 2 (со всеми строениями) — территория завода «Энергофрезер». Помещения арендуют множество фирм. Перед административным корпусом установлен памятник-бюст М. И. Калинину (1974, скульптор А. Н. Загорбенин, архитектор Г. М. Агронович)[4]
- дом 14 по 2-й Фрезерной улице — складской комплекс «Центркнига»

Вдоль всей улицы (с другой стороны от железнодорожных путей) расположен Московский локомотиворемонтный завод (Адрес: Перовское шоссе, 43)

## Транспорт

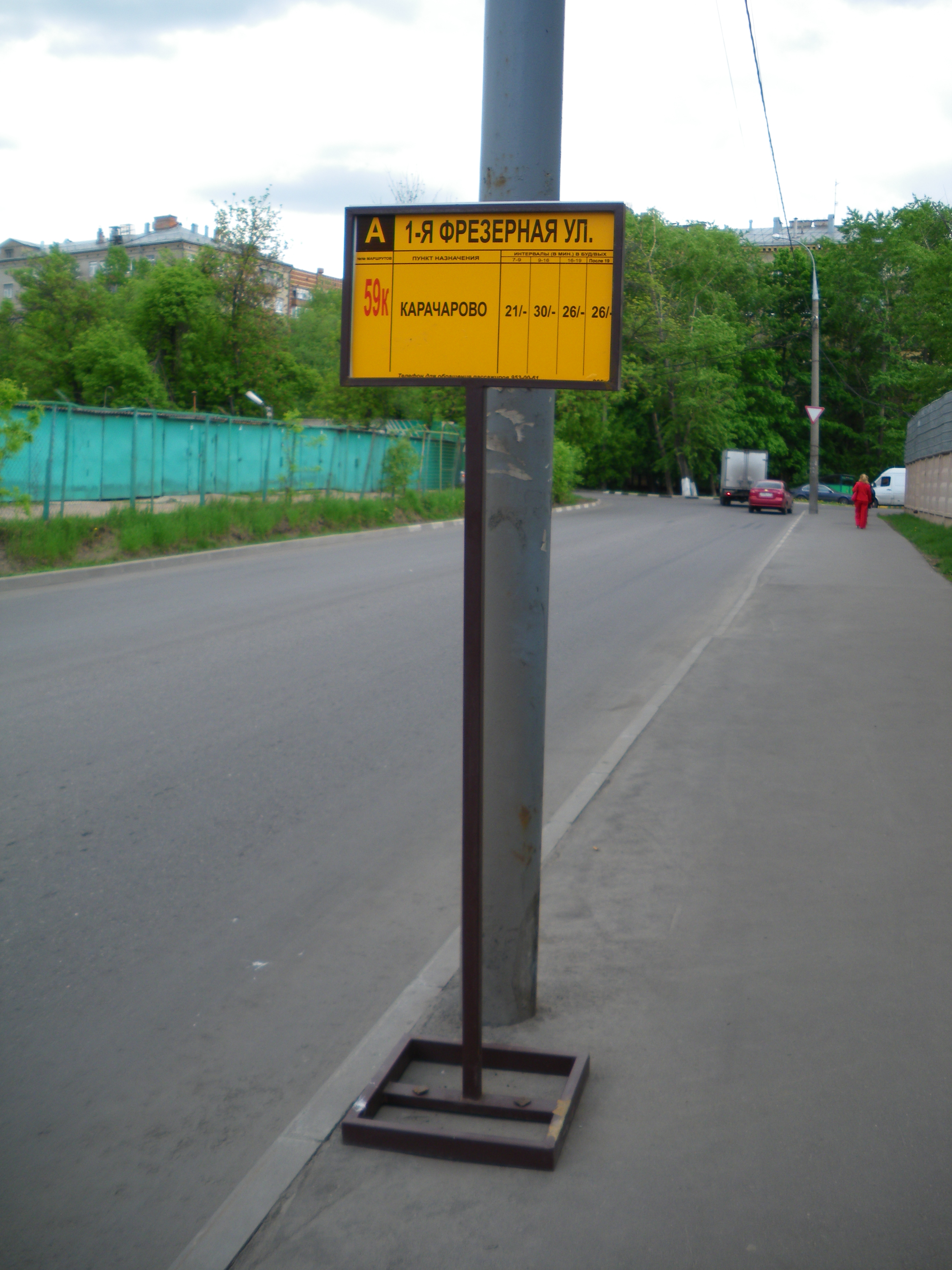
Автобусная остановка в конце улицы

### Ж/д транспорт
- Андроновка — платформа Казанского направления МЖД (в начале улицы, у шоссе Фрезер)
- Андроновка — платформа МЦК
- Перово — платформа Казанского направления МЖД (ближе к концу улицы, у Карачаровского шоссе)
- Чухлинка — платформа Горьковского направления МЖД (ближе к концу улицы, у Карачаровского шоссе)

### Наземный транспорт

#### Маршруты
Следуют по Перовскому шоссе и шоссе Фрезер, не заезжая на 1-ю Фрезерную улицу:
- 59 (Карачарово — Метро Электрозаводская)
- 759 (Карачарово — Смирновская улица)

#### Остановки
- Платформа Андроновка — в начале улицы.
- «2-я Карачаровская улица» — недалеко от конца улицы.
- «1-я Фрезерная улица» — в конце улицы.